# Карабулакское сельское поселение
Карабула́кское се́льское поселе́ние — муниципальное образование в Кизильском районе Челябинской области Российской Федерации. В рамках административно-территориального устройства муниципальное образование  соответствует административно-территориальной единице Карабулакский сельсовет.
Административный центр — посёлок Карабулак.

## История
Статус и границы сельского поселения установлены Законом Челябинской области от 17 сентября 2004 года № 276-ЗО «О статусе и границах Кизильского муниципального района и сельских поселений в его составе»

## Население
| 2002 | 2010 | 2011 | 2012 | 2013 | 2014 | 2015 |
| ---- | ---- | ---- | ---- | ---- | ---- | ---- |
| 809  | ↘761 | ↘759 | ↘739 | ↘729 | ↘703 | ↘685 |
| 2016 | 2017 | 2018 | 2019 | 2020 | 2021 |      |
| ↘676 | ↘663 | ↘641 | ↘637 | ↘618 | ↘474 |      |

## Состав сельского поселения
| № | Населённый пункт | Тип населённого пункта          | Население |
| - | ---------------- | ------------------------------- | --------- |
| 1 | Карабулак        | посёлок, административный центр | ↘628      |
| 2 | Новый            | посёлок                         | ↘133      |